# هورنی ماکسوف (لوتشانی ناد نیسوو)
هورنی ماکسوف (لوتشانی ناد نیویورک) (به چکی: Horní Maxov) ،یک منطقهٔ مسکونی در جمهوری چک است که در Lučany nad Nisou واقع شده‌است. هورنی‌ماکسوف ۲٫۶۴ کیلومتر مربع مساحت و ۱۳۸ نفر جمعیت دارد.